# Барон Марчамли
Барон Марчамли из Хаукстоуна в графстве Шропшир — наследственный титул в системе Пэрства Соединённого королевства. Он был создан 3 июля 1908 года для либерального политика Джорджа Уайтли (1855—1925), который ранее представлял в Палате общин Великобритании Стокпорт (1893—1900) и Падси (1900—1908), а также занимал должность парламентского секретаря казначейства (1905—1908).
По состоянию на 2024 год носителем титула являлся его правнук, Уильям Фрэнсис Уайтли, 4-й барон Марчамли (род. 1968), который стал преемником своего отца в 1994 году.
Консервативный политик сэр Герберт Джеймс Хантингтон-Уайтли, 1-й баронет (1857—1936), был младшим братом первого барона. Он представлял в Палате общин Великобритании Аштон-андер-Лайн (1895—1906) и Дройтвич (1916—1918).

## Бароны Марчамли (1908)
- 1908—1925: Джордж Уайтли, 1-й барон Марчамли (30 августа 1855 — 21 октября 1925), старший сын Джорджа Уайтли (1825—1873)[2];
- 1925—1949: Уильям Таттерсалл Уайтли, 2-й барон Марчамли (22 ноября 1886 — 17 ноября 1949), старший сын предыдущего[3];
- 1949—1994: Джон Таттерсалл Уайтли, 3-й барон Марчамли (24 апреля 1922 — 26 мая 1994), единственный сын предыдущего[4];
- 1994 — настоящее время: Уильям Фрэнсис Уайтли, 4-й барон Марчамли (род. 27 июля 1968), единственный сын предыдущего[5].

Нет наследника баронского титула.